# Terra di Crocker

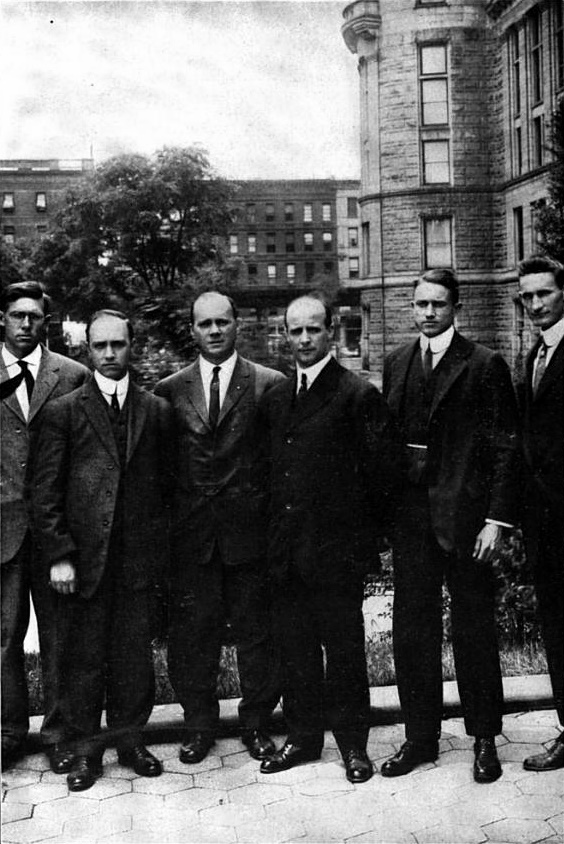
I membri della Crocker Land Expedition. Da sinistra a destra: Harrison J. Hunt, Maurice C. Tanquary, W. Elmer Ekblaw, Donald B. MacMillan, Fitzhugh Green e J. L. Allen.

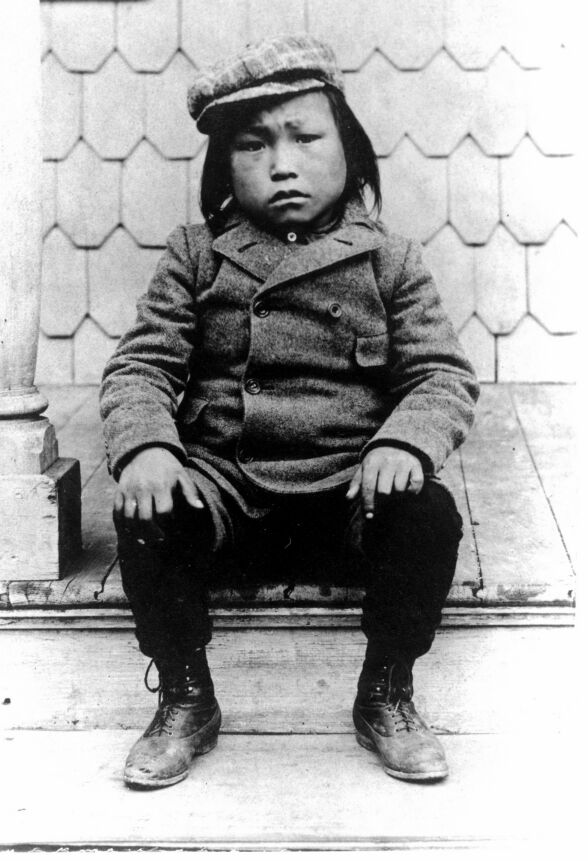
Minik Wallace da bambino.

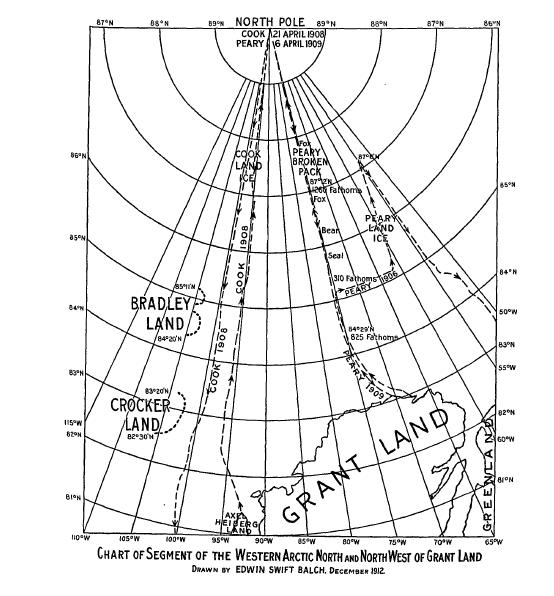
Le presunte posizioni della terra di Crocker, avvistata da Robert Peary, e della terra di Bradley, avvistata da Frederick Cook.

Terra di Crocker è il nome dato ad una presunta isola del mar Glaciale Artico che l'esploratore polare Robert Edwin Peary sosteneva di aver avvistato nel 1906.

## La «scoperta»
Nel 1906 l'esploratore americano Robert Edwin Peary voleva essere il primo uomo a mettere piede al Polo Nord attraversando su una slitta trainata da cani le distese ghiacciate dell'Artico sferzate dai gelidi venti polari. Sulla sommità nord-occidentale del capo Thomas Hubbard, Peary si fermò per staccarsi il ghiaccio dalle ciglia e vide un'enorme massa di terra scintillare in lontananza. «Il cuore mi balzò in gola mentre fissavo ardentemente quella terra», scrisse in seguito in Nearest the Pole (1907), «e nella fantasia superai miglia e miglia di ghiaccio per raggiungere le sue coste e arrampicarmi sulle sue vette». La battezzò «Terra di Crocker», in onore del banchiere di San Francisco George Crocker, che aveva finanziato con 50.000 dollari la spedizione, ed eresse un tumulo di pietre lasciando all'interno un resoconto scritto della sua visita. Secondo le stime di Peary, la terra si trovava a circa 210 chilometri dal capo, approssimativamente alle coordinate 83°00′N 100°00′W. Ma nella regione non esiste nessuna isola o altra terra emersa. Con ogni probabilità Peary era stato ingannato da una sorta di miraggio, anche se nel suo diario di viaggio non c'è alcuna menzione dell'avvistamento della terra di Crocker. Il 24 giugno 1906 Peary scrive: «Nessuna terra in vista». L'ipotesi più credibile è che abbia inserito soltanto in seguito la scoperta nel suo diario per compiacere Crocker e assicurarsi i fondi per il suo successivo tentativo di raggiungere il Polo Nord.
La spedizione partì nel 1908 e implicò una feroce diatriba di Peary con Frederick Cook, che sosteneva di avere raggiunto il Polo Nord prima di lui. L'esistenza della terra di Crocker diventò un argomento chiave nella contesa fra i due esploratori, poiché nel suo resoconto Cook affermava di avere incrociato le coordinate indicate da Peary senza scorgerne alcuna traccia. I sostenitori di Peary decisero allora di ritrovare quella terra per dimostrare una volta per tutte che Cook mentiva.

## La Crocker Land Expedition

### I preparativi
La spedizione fu guidata dall'esploratore americano ed ex luogotenente di Peary Donald MacMillan, un ex insegnante di liceo che aveva iniziato la sua carriera organizzando un corso estivo di navigazione. In una sola stagione aveva salvato nove naufraghi e, quando la storia era giunta alle orecchie di Peary, questi lo aveva invitato a unirsi alla sua spedizione polare, nel corso della quale tra i due uomini era nata una profonda amicizia. Per la sua missione in difesa dell'onore di Peary, MacMillan si assicurò i fondi dell'American Museum of Natural History (che raccolse l'equivalente di un milione di dollari dei giorni nostri dagli industriali che sponsorizzavano la spedizione), dell'American Geological Society e della University of Illinois. Molti donatori erano membri dell'Arctic Club fondato da Peary a New York. MacMillan ingaggiò anche un piccolo team di esperti accademici che lo avrebbero accompagnato nella sua missione. La guida e interprete era Minik Wallace, uno dei sei inuit che Peary aveva portato con sé dal viaggio artico del 1897. Definendo la terra di Crocker «l'ultimo mistero geografico del mondo», nel 1913 MacMillan annunciò la spedizione con una conferenza stampa:

### La spedizione
Il 2 luglio 1913 la spedizione partì dai cantieri navali di Brooklyn a bordo di una nave che fece rotta per la Groenlandia. Ma dopo due settimane di viaggio la malasorte iniziò ad accanirsi contro la missione: il capitano, ubriaco, urtò un iceberg, facendo naufragare la nave. Gli esploratori si misero in salvo su un'altra imbarcazione, la Erik, e proseguirono il viaggio, approdando in Groenlandia alla fine di agosto.
Dopo i preparativi necessari, l'11 marzo 1914 la squadra di MacMillan, che comprendeva un guardiamarina venticinquenne di nome Fitzhugh Green, il biologo Walter Ekblaw, sette inuit (pagati con fucili e biscotti) e i loro 125 cani da slitta, iniziò la traversata di 1930 chilometri sul ghiaccio polare, affrontando violente tempeste e temperature al di sotto dei -30 °C, per scoprire la terra di Crocker. La spedizione raggiunse il ghiacciaio Beitstadt e ci mise tre giorni per superare il dislivello di 1433 metri. La temperatura precipitò ulteriormente. Ekblaw soffrì di una grave forma di congelamento e fu riportato al campo base da alcune guide inuit. Mentre MacMillan continuava ostinatamente ad avanzare, altri membri della squadra abbandonarono la missione finché, l'11 aprile, rimasero soltanto lui, Green e i due inuit Piugaattoq e Ittukusuk. Attraversarono l'oceano Artico ghiacciato sulle slitte e il 21 aprile MacMillan annunciò che aveva avvistato la terra di Crocker. «Non poteva esserci dubbio» scrisse nelle sue memorie. «Santo cielo! Che terra! Valli, colline, picchi innevati che si estendevano per almeno 120 gradi all'orizzonte».
La guida Piugaattoq spiegò pacatamente all'americano che quello che stava vedendo era un miraggio molto comune chiamato poo-jok, ovvero «nebbia». Ma MacMillan ignorò il nativo - aveva trovato la prova che il suo amico era nel giusto! - e ordinò di proseguire la marcia. Per altri cinque giorni gli uomini inseguirono il miraggio (che oggi si ritiene fosse una Fata Morgana) finché MacMillan non fu costretto ad ammettere che stavano rincorrendo un'illusione:
(da Four Years in the White North)

### L'omicidio di Piugaattoq
Gli uomini fecero dietrofront. Nel timore che le mutate condizioni del tempo li isolassero dal campo, MacMillan ordinò a Green di cercare insieme a Piugaattoq un itinerario alternativo verso ovest. Poco dopo la partenza dei due uomini il tempo peggiorò ulteriormente, costringendoli a ripararsi in una grotta di neve. Per il giovane e inesperto Green la situazione era drammatica. La tempesta si portò via un tiro di cani da slitta e la tensione nella grotta salì. Tra i due uomini esplose una lite e in un accesso di rabbia Green prese un fucile dalla slitta e uccise Piugaattoq sparandogli alla schiena perché, sostenne, non aveva ubbidito agli ordini.
Quando Green raggiunse MacMillan e gli altri, il 4 maggio, confessò cosa era successo ma chiese che raccontassero agli inuit che Piugaattoq era stato ucciso dalla tempesta. Green non fu mai incriminato per l'omicidio, anche se si sospettò che ci fosse un altro movente per il crimine, poiché girava voce che avesse una relazione con la moglie di Piugaattoq (che aveva avuto due figli anche da Peary).

### Il ritorno a casa
Le avverse condizioni climatiche bloccarono la spedizione nella Groenlandia settentrionale per altri tre anni prima che i suoi membri potessero rientrare in America con i frutti delle loro ricerche antropologiche, pellicce, fotografie, campioni e sangue sulle mani di Green... ma nessuna prova a sostegno dell'esistenza della terra di Crocker avvistata da Peary. Ekblaw descrisse l'episodio come «una delle più oscure e deplorevoli tragedie negli annali dell'esplorazione artica».